# Michalina Olszańska

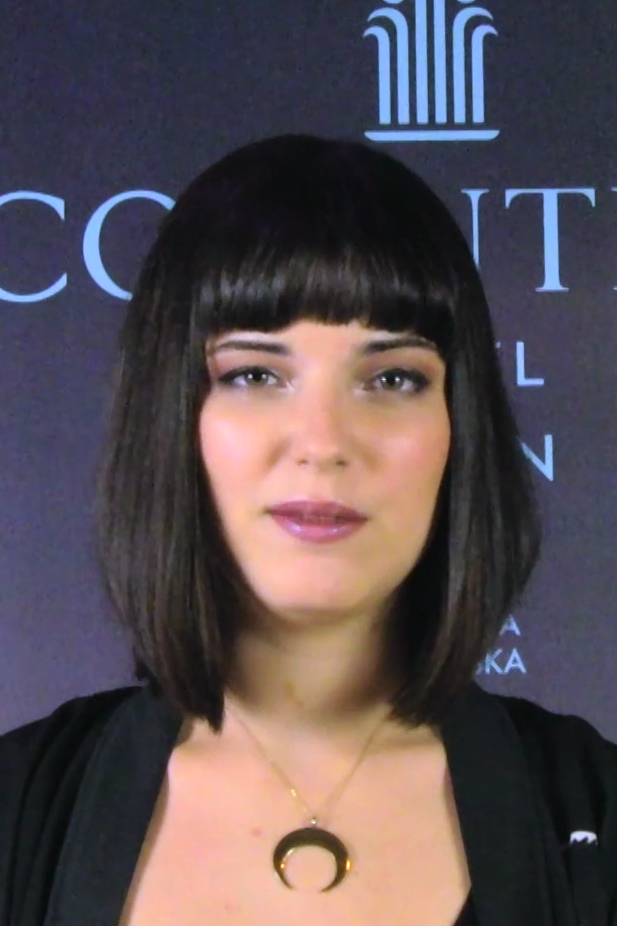
Michalina Olszańska im Jahr 2018

Michalina Olszańska (* 29. Juni 1992 in Warschau, Polen) ist eine polnische Schauspielerin, Musikerin und Schriftstellerin.

## Leben
Michalina Olszańska wurde 1992 in der polnischen Hauptstadt Warschau als Tochter eines Schauspielerehepaars geboren. Sie beginnt schon als Kind Geige zu spielen und machte im Jahr 2011 ihren Abschluss an der Zenon-Brzewski-Musikschule. Sie trat mit dem Sinfonieorchester bei nationalen und internationalen Konzerten als Solistin auf. 2011 begann sie ihr Studium an der Aleksander-Zelwerowicz-Theaterakademie Warschau. Seitdem war Olszańska in mehreren polnischen, aber auch internationalen Fernsehproduktionen zu sehen (z. B. Barwy szczęścia, Krieg der Träume, 1983). Ihre erste Hauptrolle in einem Kinofilm hatte sie 2014 in Piate: Nie odchodz!. Es folgten weitere Rollen in Filmen wie Warschau ’44, Sirenengesang oder Mathilde – Liebe ändert alles. Ihren größten Erfolg hatte sie bis jetzt mit dem auf wahren Tatsachen basierenden Film I, Olga (Originaltitel Já, Olga Hepnarová), in dem sie in der Hauptrolle Olga Hepnarová spielt. Diese hatte 1973 an einer Prager Straßenbahnhaltestelle absichtlich einen Lastkraftwagen in eine Menschengruppe gesteuert und war die letzte Frau, die in der Tschechoslowakei hingerichtet wurde. Für ihre Darstellung erhielt Michalina Olszańska im Jahr 2017 den Český lev („Böhmischer Löwe“) als Beste Hauptdarstellerin.
Olszańska hat sich auch als Schriftstellerin einen Namen gemacht und vor ihrer Schauspielkarriere zunächst zwei Romane veröffentlicht, die während ihrer Schulzeit entstanden. 2020 hat sie ein weiteres Buch veröffentlicht. Sie ist verheiratet und hat ein Kind.

## Filmografie
- 2012–2015: Barwy szczęścia
- 2014: Warschau ’44 (Miasto 44)
- 2015: Sirenengesang (Córki dancingu)
- 2016: I, Olga (Já, Olga Hepnarová)
- 2017: Mathilde – Liebe ändert alles (Матильда)
- 2018: 1983 (Fernsehserie)
- 2018: Krieg der Träume (Clash of Futures) (Fernsehserie)
- 2019: Red Secrets – Im Fadenkreuz Stalins (Obywatel Jones)
- 2019: My Name Is Sara
- 2022: Spadek
- 2022: Bejbis
- 2023: Pokolenie Ikea
- 2023: Horror Story
- 2023: Pátria
- 2023: Soulcatcher
- 2023: Dewajtis
- 2024: Kulej. Dwie strony medalu

## Auszeichnungen
- 2017: Český lev – Beste Hauptdarstellerin (in dem Film I, Olga)[5]

## Bücher
- Dziecko Gwiazd Atlantyda, Wydawnictwo Albatros, 2009, ISBN 978-83-7659-029-5
- Zaklęta, Wydawnictwo Albatros, 2011, ISBN 978-83-7659-164-3
- Era Zero. Ego: Ostatnie starcie. Zysk i S-ka, Posen, 2020, ISBN 978-83-8203-040-2